# Portvin
Portvin (på portugisisk "Vinho do Porto") er en hedvin som fremstilles af druer fra som dyrkes i Douro-dalen i det nordlige Portugal. Det er typisk en sød rødvin, som ofte serveres med dessert, dog findes den også i tørre, halvtørre og hvide varianter.

## Etymologi
Vinen modtog sit navn, "Port", i sidste halvdel af det 17. århundrede fra havnebyen Porto som ligger ved mundingen af Douro-floden, hvorfra meget af vinen kom på markedet eller blev eksporteret til andre lande i Europa. Det portugisiske Vinho do Porto betyder direkte oversat, vin fra Porto.

## Produktion og typer
Vinen bliver efter en kort gæring tilsat druesprit hvilket stopper gæringen og bevarer restsukkeret. Portvinen er sød og hed og har indeholder typisk 19 – 20 % alkohol. Der produceres mere rød end hvid portvin. Ligeledes er sød portvin mest produceret, men den findes også som halvtør og tør.
Der findes primært 2 forskellige typer portvin som kaldes, "Ruby" og "Tawny". Udenfor de 2 primære typer portvin findes der dog også rosé og hvid portvin.

### Ruby
Ruby portvin er en ung vin. Den fremstilles af druer fra en enkelt årgang og lagres på fade i et 2-3år, før den tappes på flasker. Nogle Ruby vine kan drikkes straks, mens andre kan lagres i flasken for yderligere modning. Ruby inddeles yderligere primært i to underkategorier:
- LBV (Late Bottled Vintage), puttes på flasker efter 4-6 års lagring.
- Vintage, laves kun af de bedste druer fra de bedste høstår og ligger i flasken i op til 30 år inden den drikkes.[4][6]

### Tawny
Tawny Portvin er oftest lavet af druer fra forskellige årgange og lagrer i længere tid i små egetræsfade. Tawny Portvin inddeles efter årgang og lagres i mindst 10 år, men helt op til 50 år. Der findes dog også en kategori af tawny som hedder Colheita. Colheita er tawny portvin fra en bestemt årgang som efter mindst 7 års lagring i egetræsfade, tappes på flaske.